# Sons of the Silent Age
«Sons of the Silent Age» es una canción escrita por David Bowie para su álbum de 1977, “Heroes”. De acuerdo a Brian Eno, esta fue la única canción del álbum compuesta antes de las sesiones de grabación, el resto siendo improvisadas en los estudios Hansa Tonstudio. El mismo cantante indicó que Sons of the Silent Age podría haber sido en algún momento, el título del álbum, en lugar de “Heroes”.
El autor Nicholas Pegg especuló que el verso "platforms, blank looks, no books" aludía al régimen nazi.

## Otros lanzamientos
- Una versión en vivo, interpretada el 30 de agosto de 1987 en el Montreal Forum en Canadá, aparece en el álbum Glass Spider (Live Montreal ’87).[5]
- La canción aparece en el álbum compilatorio de 1989, Sound + Vision.[6]

## Otras versiones
- Philip Glass - “Heroes” Symphony (1997)[7]
- Danny Michel - Loving the Alien: Danny Michel Sings the Songs of David Bowie (2004)[8]

#### Libros
- Doggett, Peter (2012). The Man Who Sold the World: David Bowie and the 1970s. New York City: HarperCollins Publishers. ISBN 978-0-06-202466-4.
- O'Leary, Chris (2019). Ashes to Ashes: The Songs of David Bowie 1976–2016. London: Repeater. ISBN 978-1912248308.